# Sør-Troms Museum

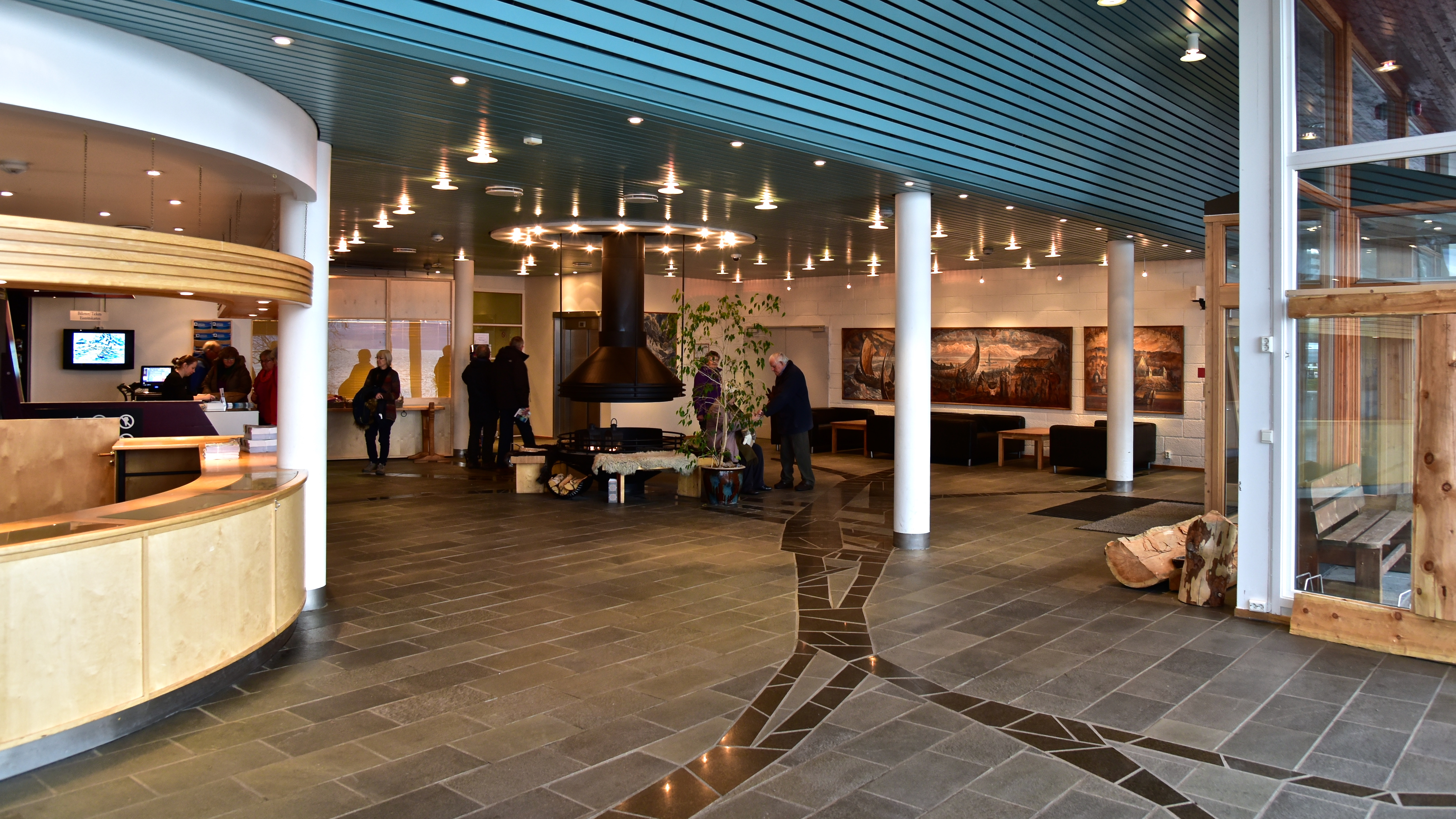
Interiör i Trondenes Historiske Senter

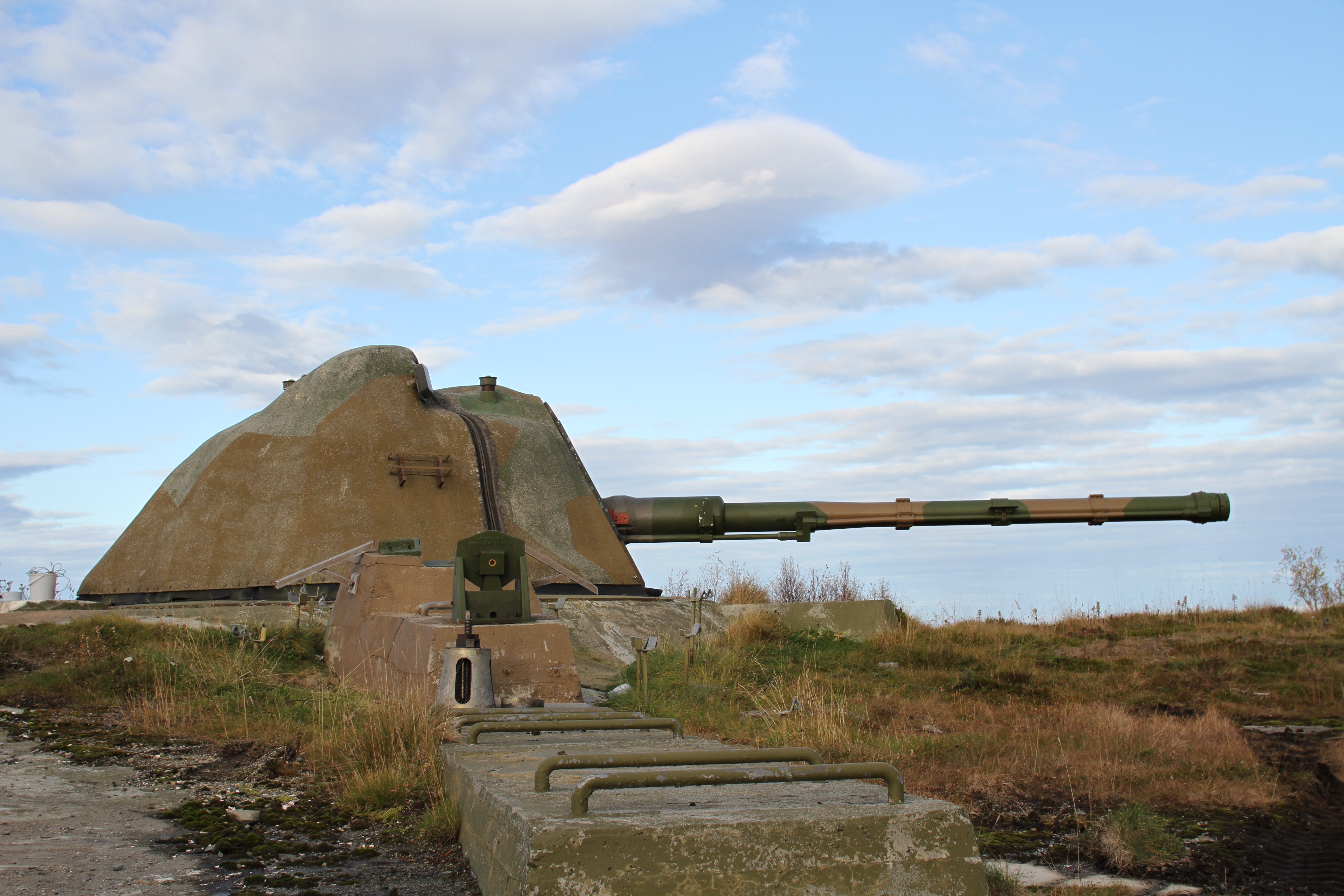
Meløyvær fort, Russøya

Sør-Troms Museum (samiska: Oarje-Romssa Musea) är ett regionalt museum i Troms fylke, vilket täcker kommunerna Bjørkøy, Harstad, Kvalfjord, Skånland, Lavangen, Salangen och Ibestad. Museet är en sammanslagning av flera museer, däribland Trondarnes Distriktsmuseum och Trastad Samlinger. 
Regionmuseet har ansvaret för kulturminnesvård, bygdemuseer och drift av museer. 
Världens äldsta seglande skonert Anna Rogde ingår också i Sør-Troms Museum. 

## Ingående museer
- Trondenes Historiske Senter utanför Harstad
- Trastad Samlingar i Kvæfjords kommun
- Lundbrygga i Sjøvegan
- Meløyvær fort
- Hemmestad brygge i Hemmestad
- Grytøy bygdetun i Lundenes, Grytøy
- Ole Ottesastua i Øvergård, Bjarkøy
- Helleren Kraftverkmuseum i Helleren, Grovfjord i Skånland
- Steinsland klyngetun, vid Tjeldsundbrua
- Sandtorg bygdetun i Sørvik, Harstads kommun
- Krambuvika bygdemuseum i Soløy i Lavangens kommun
- Salangen bygdetun i Øvre Salangen
- Salangsverket i Salangen
- Skonerten Anna Rogde i Harstad